# Honi Gordon
Honi Gordon, auch Honey Gordon ist eine US-amerikanische Jazzsängerin, die vor allem durch ihre Zusammenarbeit mit Charles Mingus bekannt wurde.

## Leben und Wirken
Honi Gordon trat als Sängerin in der Jazzszene in Erscheinung, als sie 1953 in dem Vokalensemble The Gordons an Aufnahmen von Charles Mingus’ Jazz Workshop für sein Label Debut mitwirkte. Zu den Gordons gehörten ihre Brüder Richard und George Jr sowie ihr Vater George Gordon Sr. In der von Hank Jones geleiteten Session entstanden mit Honi Gordon als Leadsängerin die Titel „Cupid“ und „Can You Blame Me“. Anfang 1954 machte das Ensemble Aufnahmen für Columbia u. a. mit Al Cohn, Ernie Royal, Urbie Green und Curly Russell, 1956 mit Lionel Hamptons Orchester und 1957 mit der Dizzy Gillespie/Stuff-Smith-Band für Verve („Oh Lady, Be Good“).
Anfang 1959 wirkte sie an Eddie Jeffersons Album The Jazz Singer als Gast mit. Im November 1959 entstand im Rahmen der Mingus-Session für dessen Columbia-Album Mingus Dynasty ihr wohl bekanntester Song „Strollin´“, den ihr Vater George und Mingus für sie geschrieben hatten; der Titel wurde jedoch damals nicht in die Original-LP aufgenommen. 1961 arbeitete Gordon erneut mit Eddie Jefferson; im März 1962 hatte sie erstmals Gelegenheit, ein Album unter eigenem Namen aufzunehmen. Im Studio von Rudy Van Gelder entstand mit Makanda Ken McIntyre, Wally Richardson, Jaki Byard, George Duvivier und Ed Shaughnessy das Prestige-Album Honi Gordon Sings. Neben den bekannten „Cupid“ und „Strollin´“ enthielt es u. a. „Walkin' Out the Door“ von Mary Lou Williams, den Harold-Arlen-Standard „Ill Wind“ und zwei Titel ihres Vaters George Gordon, „Love Affair“ und „My Kokomo“.
1963 wirkte sie mit den Gordon Singers an Mary Lou Williams’ Album Black Christ of the Andes mit. 1967 trat sie in der New Yorker Carnegie Hall in dem Williams-Konzertprogramm Praise The Lord In Many Voices mit dem Lied „Our Father“ auf. Im Januar 1972 war sie an einer weiteren Messe von Mary Lou Williams beteiligt („Mary Lou's Mass“), im Februar gastierte sie bei dem Charles Mingus-Konzert in der Philharmonic Hall mit ihrem Song „Strollin´“; die Aufnahmen erschienen später unter dem Titel Charles Mingus and Friends in Concert. Außerdem sang sie in dem Konzert die Mingus-Kompositionen „Portrait“ und „Eclipse“. Im Oktober 1973 kam es zum letzten Mal zu einer Zusammenarbeit mit Mingus, als sie auf dessen Album Mingus Moves zusammen mit Doug Hammond den Titel „Moves“ sang.
In späteren Jahren trat die Sängerin mit weiteren Aufnahmen nicht mehr in Erscheinung, tritt aber noch gelegentlich auf, so 2007 bei einer Gedenkmesse für Mary Lou Williams.